# Kufahrita
La kufahrita és un mineral de la classe dels elements natius. Rep el nom en honor de Fahrid Shakirovitch Kutyev (Фарид Шакирович Кутыев) (26 de febrer de 1943 - 29 de març de 1993), geòleg de l'Institut de Volcanologia de l'Acadèmia de Ciències de l'URSS, qui va tenir un paper clau en el descobriment del cinturó de platí de Koryak-Kamchatka, on es troba inclòs el placer dipòsit de platí Ledyanoy Creek, on es va descobrir el mineral.

## Característiques
La kufahrita és un aliatge natural de fórmula química PtPb. Va ser aprovada com a espècie vàlida per l'Associació Mineralògica Internacional l'any 2020, sent publicada per primera vegada el 2021. Cristal·litza en el sistema hexagonal. La seva duresa a l'escala de Mohs oscil·la entre 4 i 4,5.
L'exemplar que va servir per a determinar l'espècie, el que es coneix com a material tipus, es troba conservat a les col·leccions del Museu Mineralògic Fersmann, de l'Acadèmia de Ciències de Rússia, a Moscou (Rússia), amb el número de registre: 5576/1.

## Formació i jaciments
Va ser descoberta a Rússia, concretament al placer de Ledyanoy Creek, situat a Gal'moenan (Koriàkia, krai de Kamtxatka), on es troba juntament amb tetraferroplatí després d'isoferroplatí o en forma de grans de fins a 150 µm. Es tracta de l'únic indret de tot el planeta on ha estat descrita aquesta espècie mineral.